# В
В, в е третата буква в кирилицата, която представя звука /в/. Буквата изглежда по същия начин като главната латинска буква B, но има различно произношение.
Тази буква произлиза от гръцката буква бета (вита) (Β, β), която очевидно вече се е произнасяла [в] в гръцкия език, когато е създадена кирилицата. Старото име на буквата в е вѣдѣ и има числова стойност 2.
От края на 50-те години на XX век датира началото на развитието на съвременната форма на българската кирилица. В съвременната форма на българската кирилица повечето от редовните знаци имат форми, различни от главните. Това се отнася и до малката буква в, която получава горна дължина. Тъй като стандартът Уникод не предвижда уникален Уникод номер за българската кирилица, при типографското изграждане на съвременните дигитални шрифтове знаците се въвеждат чрез добавяне на код за локалност (за редовната буква в този код е 0432.loclBGR). Възможността за използването на съвременната българска форма на кирилицата при електронната обработка на информацията зависи от това дали шрифтът съдържа локалните форми за български език и дали програмите, с които се извършва обработката на информацията, ги поддържат.